# گیرنده فاکتور رشد هپاتوسیت
گیرندهٔ فاکتور رشد هپاتوسیت (انگلیسی: Hepatocyte growth factor receptor) یا گیرندهٔ اچ‌جی‌اف (انگلیسی: HGF receptor) یک پروتئین است که در انسان توسط ژن «MET» کُدگذاری می‌شود.
این پروتئین عملکرد تیروزین کینازی دارد و دارای دو زیرواحد آلفا و بتاست که با یک پیوند دی‌سولفید به هم وصل هستند. این پروتئین برای رشد سلول‌های رویان، اندام‌زایی جنین و بهبود زخم در بزرگسالی ضروری است. تنها لیگاند شناخته‌شدهٔ این گیرنده، فاکتور رشد هپاتوسیت است. به‌طور معمول ژن «MET» در سلول‌هایی با منشأ بافت پوششی بیان می‌شود، حال آنکه فاکتور رشد هپاتوسیت در سلول‌های بنیادی مزانشیمی بیان می‌شود. البته این ژن در لایه درون‌رگی، نورون‌ها، هپاتوسیت‌ها، سلول‌های خون‌ساز، ملانوسیت‌ها و سلول‌های ماهیچهٔ قلب جنین هم بیان می‌شود.
ژن «MET» روی بازوی بلند کروموزوم ۷ قرار دارد و طولش ۱۲۵٬۹۸۲ جفت‌باز است که ابتدا به صورت یک آران‌ای پیام‌رسان ۶٬۶۴۱ جفت‌بازی رونویسی (ژنتیک) و سپس به یک پروتئین ۱٬۳۹۰ آمینو اسیدی ترجمه می‌شود.

## عملکرد و اهمیت بالینی
فعال‌سازی غیرطبیعی ژن «MET» در سرطان، با پیش‌آگهی ضعیف مرتبط است، و باعث افزایش رشد تومور، تشکیل رگ‌های خونی جدید (رگ‌زایی) که مواد مغذی را به تومور می‌رسانند، و گسترش سرطان (متاستاز) به سایر اندام‌ها می‌شود. این ژن در بسیاری از انواع بدخیمی‌های انسانی، از جمله سرطان‌های کلیه، کبد، معده، پستان و مغز از تنظیم خارج می‌شود. به‌طور معمول، تنها سلول‌های بنیادی و سلول‌های پیش ساز ژن «MET» را بیان می‌کنند که به این سلول‌ها اجازه می‌دهد تا به صورت انفجاری رشد کنند تا بافت‌های جدید در جنین تولید کنند یا بافت‌های آسیب دیده را در یک فرد بالغ، بازسازی کنند. در واقع فعالیت این ژن سبب میتوژن و ریخت‌زایی می‌گردد.. در دوران جنینی حضور این ژن برای گاسترولاسیون، رگ‌زایی، ماهیچه‌زایی، شکل‌گیری استخوان، و جوانه زدن اعصاب محیطی ضروری است. با این حال، تصور می‌شود که سلول‌های بنیادی سرطانی، این توانایی سلول‌های بنیادی طبیعی برای بیان ژن را اتخاذ کرده و در نتیجه عامل تداوم سرطان و انتشار به سایر نقاط بدن می‌شوند. هم بیان بیش از حد ژن/پروتئین و هم فعال شدن پیام‌رسانی اتوکراین آن توسط بیان همزمان لیگاند فاکتور رشد هپاتوسیت، در سرطان‌زایی دخیل بوده است.
جهش‌های مختلف در ژن ژن «MET» با بروز کارسینوم پاپیلاری کلیه مرتبط است. تقویت گیرنده‌های سطح سلول این پروتئین اغلب باعث مقاومت در برابر داروهای ضد گیرنده فاکتور رشد اپیدرمی در سرطان روده بزرگ می‌شود.
همچنین به نظر می‌رسد که این ژن در بروز اوتیسم
 و اسکیزوفرنی نقش دارد. فعال شدن گیرنده فاکتور رشد هپاتوسیت تشکیل سیناپس‌های عصبی را تنظیم می‌کند و می‌تواند بر توسعه و عملکرد مدارهای درگیر در رفتار اجتماعی و عاطفی تأثیر بگذارد.
در بررسی‌های آزمایشگاهی بر روی موش‌های بالغ، مشخص شد که این پروتئین برای محافظت از سلول‌های ماهیچهٔ قلب لازم است و این کار را از طریق جلوگیری از استرس اکسیداتیو مرتبط با افزایش سن، آپوپتوز، تشکیل فیبروز و اختلال عملکرد قلبی انجام می‌دهد.

## برای مطالعهٔ بیشتر
- Peruzzi B, Bottaro DP (2006). "Targeting the c-Met signaling pathway in cancer". Clin. Cancer Res. 12 (12): 3657–60. doi:10.1158/1078-0432.CCR-06-0818. PMID 16778093.
- Birchmeier C, Birchmeier W, Gherardi E, Vande Woude GF (December 2003). "Met, metastasis, motility and more". Nat. Rev. Mol. Cell Biol. 4 (12): 915–25. doi:10.1038/nrm1261. PMID 14685170. S2CID 19330786.
- Zhang YW, Vande Woude GF (February 2003). "HGF/SF-met signaling in the control of branching morphogenesis and invasion". J. Cell. Biochem. 88 (2): 408–17. doi:10.1002/jcb.10358. PMID 12520544. S2CID 13212355.
- Paumelle R, Tulasne D, Kherrouche Z, Plaza S, Leroy C, Reveneau S, Vandenbunder B, Fafeur V, Tulashe D, Reveneau S (April 2002). "Hepatocyte growth factor/scatter factor activates the ETS1 transcription factor by a RAS-RAF-MEK-ERK signaling pathway". Oncogene. 21 (15): 2309–19. doi:10.1038/sj.onc.1205297. PMID 11948414. S2CID 22371025.
- Comoglio PM (1993). "Structure, biosynthesis and biochemical properties of the HGF receptor in normal and malignant cells". EXS. 65: 131–65. PMID 8380735.
- Maulik G, Shrikhande A, Kijima T, Ma PC, Morrison PT, Salgia R (2002). "Role of the hepatocyte growth factor receptor, c-Met, in oncogenesis and potential for therapeutic inhibition". Cytokine Growth Factor Rev. 13 (1): 41–59. doi:10.1016/S1359-6101(01)00029-6. PMID 11750879.
- Ma PC, Maulik G, Christensen J, Salgia R (2003). "c-Met: structure, functions and potential for therapeutic inhibition". Cancer Metastasis Rev. 22 (4): 309–25. doi:10.1023/A:1023768811842. PMID 12884908. S2CID 23542507.
- Knudsen BS, Edlund M (2004). "Prostate cancer and the met hepatocyte growth factor receptor". Adv. Cancer Res. Advances in Cancer Research. 91: 31–67. doi:10.1016/S0065-230X(04)91002-0. ISBN 978-0-12-006691-9. PMID 15327888.
- Dharmawardana PG, Giubellino A, Bottaro DP (2004). "Hereditary papillary renal carcinoma type I". Curr. Mol. Med. 4 (8): 855–68. doi:10.2174/1566524043359674. PMID 15579033. S2CID 10928725.
- Kemp LE, Mulloy B, Gherardi E (2006). "Signalling by HGF/SF and Met: the role of heparan sulphate co-receptors". Biochem. Soc. Trans. 34 (Pt 3): 414–7. doi:10.1042/BST0340414. PMID 16709175.